# Delticom
Delticom AG con sede ad Hannover è un rivenditore online di pneumatici quotato in Borsa. Ha un fatturato di circa 500 milioni di euro.

## Storia
Nel 1999 Delticom viene fondata ad Hannover da Rainer Binder e Andreas Prüfer, due ex manager di Continental AG.
Nel 2000 Delticom AG inaugura ReifenDirekt.de, il primo negozio online destinato ai clienti finali, nel giugno dello stesso anno Autoreifenonline.de apre il primo canale di vendita per i clienti commerciali. Nell'agosto 2001 Delticom fonda la prima società controllata, la “Delticom LTD” in Gran Bretagna e apre il primo negozio online di pneumatici in una regione non germanofona. Nel maggio 2003 Delticom arriva in Italia dove apre il proprio negozio online di pneumatici, gommadiretto.it.
Nell'aprile 2002 Delticom riceve la nomination per il Deutschen Gründerpreis: l'azienda era tra le prime tre della categoria “Start-up”. A partire dal 2003, Delticom amplia l'offerta fino ad allora limitata agli pneumatici: oli motore, batterie per moto, portapacchi da posizionare sul tetto o sul portellone del veicolo e altri pezzi di ricambio. A novembre Delticom riceve il Deutschen Internetpreis 2003, un premio in denaro per il concept dell'e-commerce di pneumatici. A dicembre dello stesso anno, Delticom riceve il World Summit Award 2003.
Nel settembre 2004 Delticom AG acquisisce nuovi investitori, Nord Holding e RBK (entrambe con sede ad Hannover), e così facendo appoggia ulteriori piani espansionistici su scala internazionale. Nell'ottobre 2004 Delticom riceve nuovamente un altro premio e si posiziona al terzo posto della classifica “Deloitte Technology Fast50” del 2004. L'azienda viene premiata in quanto rientra nella rosa delle aziende tecnologiche in rapida ascesa non ancora quotate in Borsa.
Dal 26 ottobre 2006 Delticom è quotata nel segmento prime Standard della Borsa di Francoforte (WKN 514680, ISIN DE0005146807, sigla DEX). Dal 19 dicembre 2008 fino al 22 giugno 2015 le azioni Delticom sono state parte di SDAX. Le azioni sono anche quotate nell'indice azionario della Bassa Sassonia, il Nisax20.
Nel settembre 2013 Delticom acquista Tirendo, uno dei suoi concorrenti, per circa 50 milioni di euro.

## Società controllate

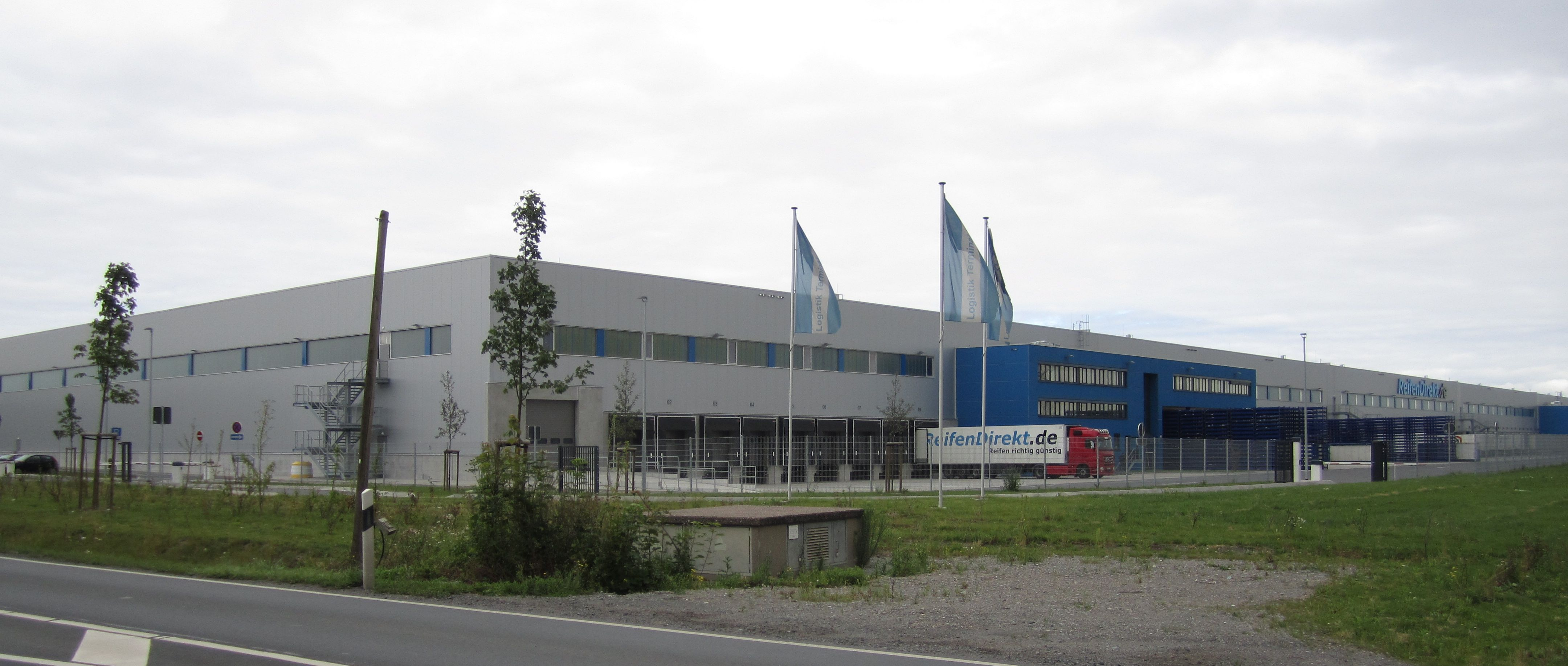
Deposito di Reifendirekt a Höver, a poca distanza da Hannover

Alla Delticom AG fanno capo le seguenti società controllate:
- Delticom North America Inc., Benicia (California, USA)
- Delticom OE S.R.L., Timisoara (Romania)
- Delticom Tyres Ltd., Oxford (Gran Bretagna)
- Deltiparts GmbH, Hannover (Germania)
- Giga GmbH, Hamburg (Germania)
- Pnebo Gesellschaft für Reifengroßhandel und Logistik mbH, Hannover (Germania)
- Reife tausend1 GmbH, Hannover (Germania)
- Tirendo Deutschland GmbH, Berlin (Germania)
- Tirendo Holding GmbH, Berlin (Germania)
- TyresNET GmbH, Monaco di Baviera (Germania)
- Tyrepac Pte. Ltd., Singapore
- Wholesale Tire and Automotive Inc., Benicia (California, USA)